# بوب ديفيدسون
بوب ديفيدسون (بالإنجليزية: Robert Davidson)‏ (25 مارس 1986 في المملكة المتحدة - ) هو لاعب كرة قدم بريطاني في مركز الهجوم. لعب مع نادي دندي ونادي رينجرز ونادي كلايد ونادي بوسطن يونايتد.

## وصلات خارجية
- بوب ديفيدسون على موقع قاعدة بيانات كرة القدم.إي يو (الإنجليزية)
- بوب ديفيدسون على موقع Soccerbase.com (لاعب) (الإنجليزية)